# بولان (سورسوغون)
بولان، رسميًا بلدية بولان، هي بلدية من الدرجة الأولى تقع في مقاطعة سورسوغون في الفلبين. وفقًا لتعداد 2020، يبلغ عدد سكانها 105190 نسمة، ما يجعلها المدينة الأكثر اكتظاظًا بالسكان في المحافظة.

## الجغرافية
تقع بلدية بولان في الطرف الجنوبي الغربي من شبه جزيرة بيكول الممتدة من جزيرة لوزون. تبلغ مساحتها 20،094 هكتارًا بالضبط وهي المحطة والمركز المزدهر للتجارة والتجارة في المدن المجاورة لها. وهي تتألف من خمسة وخمسين (55) قرية وثمانية (8) مناطق ويسكنها أشخاص من أصول متنوعة.
تحد هذه البلدية من الشمال بلدية ماغالانيس، ومن الشرق بلديات جوبان وإيروسين، ومن الجنوب بلدية ماتنوغ، ومن الغرب ممر تيكاو. تبعد قرابة 667 كيلومتر (414 ميل) عن العاصمة مانيلا، وقرابة 63 كيلومتر (39 ميل) عن عاصمة المقاطعة مدينة سورسوجون، و20 كيلومتر (12 ميل) عن بلدة ايروسين و30 كيلومتر (19 ميل) عن بلدة ماتنوغ.
تنقسم بولان سياسيًا إلى 63 منطقة.

### المناخ
| البيانات المناخية لـبولان، سورسوغون                               | البيانات المناخية لـبولان، سورسوغون | البيانات المناخية لـبولان، سورسوغون | البيانات المناخية لـبولان، سورسوغون | البيانات المناخية لـبولان، سورسوغون | البيانات المناخية لـبولان، سورسوغون | البيانات المناخية لـبولان، سورسوغون | البيانات المناخية لـبولان، سورسوغون | البيانات المناخية لـبولان، سورسوغون | البيانات المناخية لـبولان، سورسوغون | البيانات المناخية لـبولان، سورسوغون | البيانات المناخية لـبولان، سورسوغون | البيانات المناخية لـبولان، سورسوغون | البيانات المناخية لـبولان، سورسوغون |
| الشهر                                                             | يناير                               | فبراير                              | مارس                                | أبريل                               | مايو                                | يونيو                               | يوليو                               | أغسطس                               | سبتمبر                              | أكتوبر                              | نوفمبر                              | ديسمبر                              | المعدل السنوي                       |
| ----------------------------------------------------------------- | ----------------------------------- | ----------------------------------- | ----------------------------------- | ----------------------------------- | ----------------------------------- | ----------------------------------- | ----------------------------------- | ----------------------------------- | ----------------------------------- | ----------------------------------- | ----------------------------------- | ----------------------------------- | ----------------------------------- |
| متوسط درجة الحرارة الكبرى °م (°ف)                                 | 27 (81)                             | 28 (82)                             | 29 (84)                             | 31 (88)                             | 31 (88)                             | 30 (86)                             | 29 (84)                             | 29 (84)                             | 29 (84)                             | 29 (84)                             | 29 (84)                             | 28 (82)                             | 29 (84)                             |
| متوسط درجة الحرارة الصغرى °م (°ف)                                 | 22 (72)                             | 21 (70)                             | 22 (72)                             | 23 (73)                             | 24 (75)                             | 25 (77)                             | 25 (77)                             | 25 (77)                             | 25 (77)                             | 24 (75)                             | 23 (73)                             | 23 (73)                             | 24 (74)                             |
| الهطول مم (إنش)                                                   | 65 (2.6)                            | 44 (1.7)                            | 42 (1.7)                            | 39 (1.5)                            | 87 (3.4)                            | 150 (5.9)                           | 184 (7.2)                           | 153 (6.0)                           | 163 (6.4)                           | 154 (6.1)                           | 127 (5.0)                           | 100 (3.9)                           | 1٬308 (51.4)                        |
| متوسط الأيام الممطرة                                              | 13.9                                | 9.2                                 | 11.0                                | 12.5                                | 19.6                                | 24.3                                | 26.5                                | 25.0                                | 25.5                                | 24.4                                | 19.4                                | 15.1                                | 226.4                               |
| المصدر: Meteoblue (modeled/calculated data, not measured locally) |                                     |                                     |                                     |                                     |                                     |                                     |                                     |                                     |                                     |                                     |                                     |                                     |                                     |

## روابط خارجية
- الصفحة الرسمية في PhilAtlas.com
- معلومات التعداد الفلبينية
- نظام إدارة أداء الحكم المحلي
- لمحة عن LGU لـ Bulan، Sorsogon